# Cölln (Mannweiler-Cölln)
Cölln ist der kleinere von zwei Ortsteilen der Ortsgemeinde Mannweiler-Cölln im Donnersbergkreis in Rheinland-Pfalz.

## Lage
Cölln liegt im südöstlichen Teil der Ortsgemeinde. Westlich des Siedlungsgebiets verläuft in Nord-Süd-Richtung die Alsenz.

## Geschichte
Von 1798 bis 1814, als die Pfalz Teil der Französischen Republik (bis 1804) und anschließend Teil des Napoleonischen Kaiserreichs war, war Cölln in den Kanton Obermoschel eingegliedert. 1815 hatte der Ort 101 Einwohner. Anschließend wechselte der Ort in das Königreich Bayern. Von 1818 bis 1862 gehörte er dem Landkommissariat Kirchheim an; aus diesem ging das Bezirksamt Kirchheim  hervor. Am 1. Dezember 1900 wechselte die Gemeinde in das neu geschaffene Bezirksamt Rockenhausen. 1928 hatte Cölln 185 Einwohner, die in 38 Wohngebäuden lebten. Ab 1938 war der Ort Bestandteil des Landkreises Rockenhausen. Nach dem Zweiten Weltkrieg wurde Cölln  innerhalb der französischen Besatzungszone Teil des damals neu gebildeten Landes Rheinland-Pfalz. Im Zuge der ersten rheinland-pfälzischen Verwaltungsreform wurde Cölln am 7. Juni 1969 mit der Nachbargemeinde Mannweiler zur neuen Ortsgemeinde Mannweiler-Cölln zusammengelegt. Gleichzeitig wechselte der Ort in den neu geschaffenen Donnersbergkreis.

## Infrastruktur
Zusammen mit dem Nachbarort Bayerfeld besaß Cölln an der Alsenztalbahn einst die gemeinsame Bahnstation Bayerfeld-Cölln. Nach dem Zweiten Weltkrieg wurde diese mangels Rentabilität aufgegeben. Mit der Protestantischen Kirche und einer Hofanlage existieren vor Ort zwei Kulturdenkmäler.